# 앤하이저부시

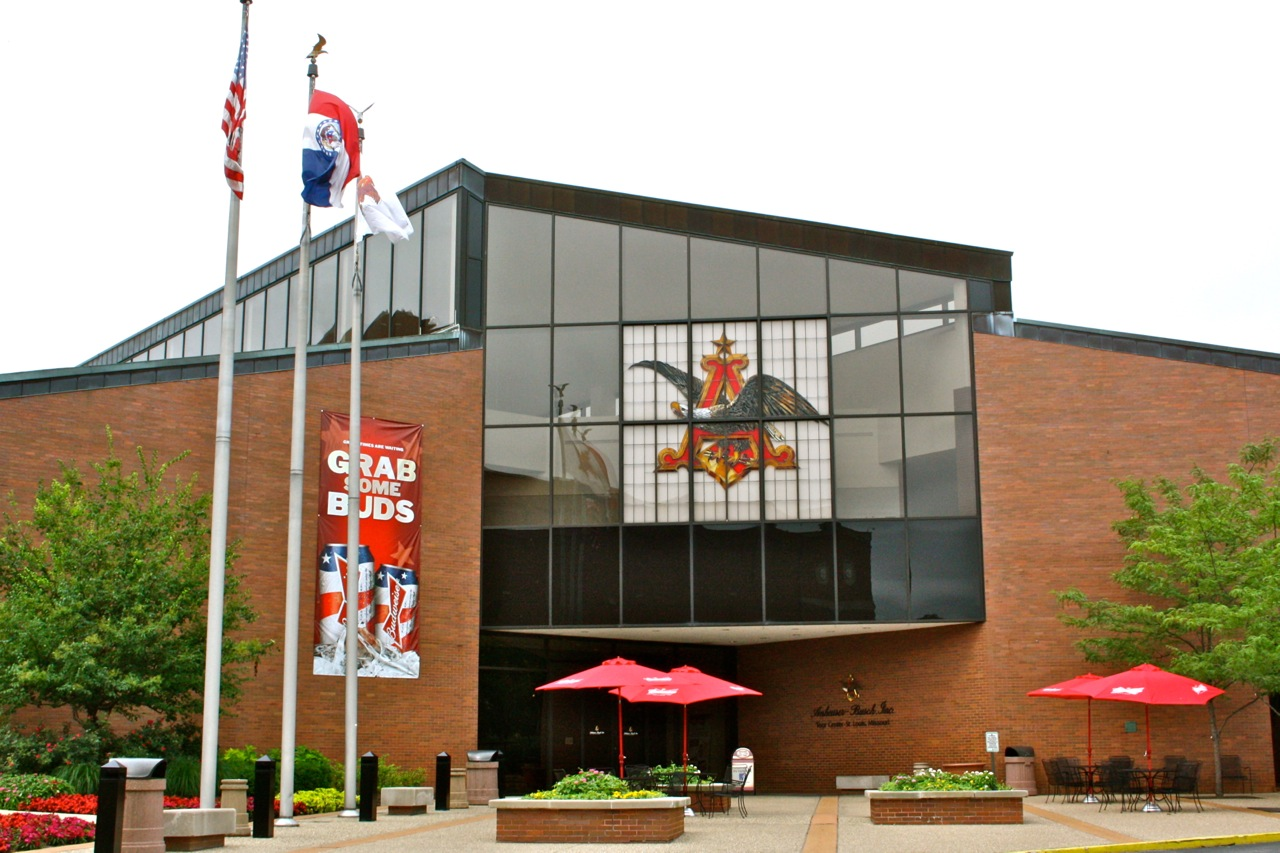
세인트루이스에 있는 엔하이저부시 양조장

앤하이저부시(영어: Anheuser-Busch Companies, Inc.)
안호이저-부시는 1860년 양조장을 인수한 에버하르트 안호이저가 사위 아돌푸스 부시에게 경영권을 넘기며 발전해온 미국의 대표적인 가족경영 회사다.
2008년매각되기전까지 세계1위 맥주회사였고 74조원에  인베브에 매각되었다
세계 1위 맥주회사인 AB인베브가 탄생하게된계기임(ab는 안호이저가문과 부시가문의 약자임)

## 같이 보기
- 자크 시라크